# Streptanthus bernardinus
Streptanthus bernardinus là một loài thực vật có hoa trong họ Cải. Loài này được (Greene) Parish miêu tả khoa học đầu tiên năm 1917.